# 14th Street – Union Square (métro de New York)
14th Street – Union Square est une station souterraine du métro de New York située dans le quartier de Union Square au sud de Manhattan. Elle est située sur trois lignes (au sens de tronçons du réseau), l'IRT Lexington Avenue Line (métros verts), la BMT Broadway Line (métros jaunes) et la BMT Canarsie Line (métros gris), issues respectivement des réseaux des anciennes Interborough Rapid Transit Company (IRT) et Brooklyn-Manhattan Transit Corporation (BMT). Sur la base de la fréquentation, la station figurait au 4e rang sur 421 en 2012. Elle constitue en outre l'unique point de transfert pour les passagers de la desserte L et les usagers des lignes jaunes en provenance de Brooklyn avec l'IRT Lexington Avenue Line qui est l'une des lignes les plus fréquentées du réseau.
La station est située au carrefour de plusieurs quartiers à la fois connus pour leurs centres d'affaires, leurs habitations ainsi que leur vie nocturne parmi lesquels les quarties de East Village au sud-est, Greenwich Village au sud, Chelsea au nord-ouest ainsi que le Flatiron District et Gramercy Park au nord et au nord-est. Avant l'unification du réseau en 1940, le complexe actuel était composé de trois stations distinctes qui sont aujourd'hui accessibles depuis un hall commun et bénéficient d'une signalisation unique. La station est en outre inscrite au Registre national des lieux historiques depuis 2005.
Au total, huit services y circulent :
- les métros 4, 6, L, N et Q y transitent 24/7 ;
- les métros 5 et R s'y arrêtent tout le temps sauf la nuit (late nights) ;
- la desserte <6> fonctionne en semaine durant les heures de pointe dans la direction la plus encombrée.